# Rickonen, Värmland
Rickonen är en sjö i Torsby kommun i Värmland och ingår i Göta älvs huvudavrinningsområde. Sjön har en area på 0,0593 kvadratkilometer och ligger 368,4 meter över havet. Sjön avvattnas av vattendraget Kvarnälven.

## Delavrinningsområde
Rickonen ingår i det delavrinningsområde (667169-132107) som SMHI kallar för Mynnar i Lomsen. Medelhöjden är 380 meter över havet och ytan är 16 kvadratkilometer. Det finns inga avrinningsområden uppströms utan avrinningsområdet är högsta punkten. Kvarnälven som avvattnar avrinningsområdet har biflödesordning 4, vilket innebär att vattnet flödar genom totalt 4 vattendrag innan det når havet efter 368 kilometer. Avrinningsområdet består mestadels av skog (72 procent) och sankmarker (11 procent). Avrinningsområdet har 1,11 kvadratkilometer vattenytor vilket ger det en sjöprocent på 6,9 procent.